# Stephen Chow
Pour les articles homonymes, voir Chow.
Chow Sing-chi (周星馳), dit Stephen Chow, né le 22 juin 1962, est un acteur, scénariste, réalisateur et producteur hongkongais. Il est également conseiller politique à la conférence consultative politique du peuple chinois.
Surtout connu en Occident pour le film Shaolin Soccer (2001), il est surnommé le « roi de la comédie » à Hong Kong et est célèbre dans toute l'Asie. Il est le représentant le plus emblématique de l'humour hongkongais apparu à partir des années 1970 et connu sous le nom de mo lei tau (« ça ne veut rien dire »), juxtaposition de parodies de thèmes chinois classiques, de kung-fu et de dialogues absurdes. Les actrices dont la carrière a décollé après avoir joué à ses côtés sont surnommées à Hong Kong les « filles de Sing ». Sa popularité atteint son apogée dans les années 1990, en particulier en 1992 où il tient le rôle principal des cinq plus gros succès de l'année à Hong Kong.
Après 1999 il se fait beaucoup plus discret et réduit drastiquement sa productivité. Il se concentre sur la réalisation, au départ en jouant en même temps l'acteur principal puis à partir de Journey to the West uniquement comme réalisateur. Son dernier rôle comme acteur est dans CJ7 en 2008. Il reste un nom important du cinéma chinois puisque ses réalisations sont souvent de gros succès publics.
Lors d'un passage à Cannes à l'occasion du festival, il a affirmé être heureux de pouvoir se promener incognito en Europe, ce que lui interdit sa popularité en Asie.

## Biographie
Né à Hong Kong dans un milieu modeste, Stephen Chow a quatre frères et sœurs. Ses parents, originaires de Shanghai, divorcent à ses sept ans et sa mère assume les enfants toute seule. Il grandit en adorant Bruce Lee et en rêvant de devenir une grande vedette des films de kung-fu.
Après le lycée, il participe au 11e stage de formation d'acteurs de la Television Broadcast Limited (TVB). Il termine le stage et est employé à partir de 1983 comme animateur de l'émission pour enfants 430 Space Shuttle (en) avec Tony Leung. Il est assigné en 1987 à la division des séries TV et joue dans des dramas populaires tels que Justice of Life ou The Final Combat.
Il débute au cinéma en 1988 dans Final Justice de Parkman Wong, pour lequel il obtient le prix du meilleur rôle de soutien lors du gala des Taïwan Film Awards de 1989. Il participe ensuite à de nombreux films d'action, comme Dragon Fight de Hin Sing Tang et Tragic Heroes de John Woo.
C'est en 1990 avec le film All for the Winner (Du sheng) de Jeffrey Lau et Corey Yuen qu'il marque un tournant important dans sa carrière. Ce film est une parodie des Dieux du jeu (Du shen : notez la ressemblance du titre original) avec Chow Yun-fat (qui fait d'ailleurs une apparition dans la parodie), dont l'humour est basé sur le visuel et l'absurde. Il collabore dans ce film pour la première fois avec Ng Man Tat (qui a aussi tourné dans Les Dieux du jeu) qui deviendra son complice sur de nombreux tournages par la suite (au moins 27 films en 2006). All for the Winner rencontre un succès énorme au box-office et Stephen Chow et Ng Man-tat seront tous les deux nommés aux Hong Kong Film Awards 1991. C'est à partir de là que Stephen Chow fera de la comédie son genre de prédilection.
En 1991, Fight Back to School de Gordon Chan devient l'un des plus grands succès de l'histoire du cinéma hongkongais. Cette même année, Stephen Chow tourne dans pas moins de 8 films, dont une suite comique à La Fureur de vaincre de Bruce Lee : Fist of Fury 1991. La parodie est désormais la marque de fabrique de l'acteur, lequel a aussi joué une caricature de James Bond dans ses deux premiers films en tant que réalisateur : Bons Baisers de Pékin (1994) et Forbidden City Cop (Daai laap mat taam 008 : notez le "008") (1996).
Mais Stephen Chow est très productif et continuera à tourner pour d'autres réalisateurs jusqu'en 1999. Entre 1996 et 2004, il a réalisé, scénarisé et produit quatre longs métrages qui furent tous d'immenses succès à Hong Kong, où il est considéré comme l'un des plus grands acteurs comiques. Shaolin Soccer (2001) sera son premier film à avoir été distribué sur les écrans français et sera suivi par Crazy Kung-Fu en 2004.
Sa productivité a fortement baissé ces dernières années, car Stephen Chow est de plus en plus exigeant avec lui-même. À la recherche de plus de naturel, il est aussi de plus en plus pointilleux au niveau technique. Le budget de Crazy Kung-Fu est ainsi estimé à plus de 20 millions de dollars. Ses films continuent en tout cas d'être accueillis chaleureusement par le public, qui attend que Stephen Chow reprenne son rôle de Sing dans la suite de Crazy Kung-Fu, prévue à Hong Kong initialement pour l'année 2010.
La production de Crazy Kung-Fu 2 a été retardé par la réalisation du film de science-fiction CJ7, et malgré d'insistantes rumeurs sur ce projet de suite tant attendu (et qui aurait pu se passer dans l'espace), Chow ne tourne rien pendant plus de quatre ans avant de finalement retourner derrière la caméra pour une nouvelle version du roi Singe, intitulée cette fois-ci Journey to the West: Conquering the Demons.
Le film, qui sort en février 2013 et est coréalisé par Derek Kwok, est un immense succès en salles en Chine, puisqu'en quelques jours seulement il remporte 120 millions de dollars et devient le plus gros succès de la carrière de l'acteur/cinéaste. Si l'objectif du film était de concurrencer les productions hollywoodiennes qui envahissent de plus en plus le marché asiatique (cf. le carton d' Avengers), c'est donc réussi et Stephen Chow annonce dès mars 2013 la mise en chantier d'une suite, qui s'annonce comme beaucoup plus sombre que le premier opus. Devant l'ambition visuelle et la maitrise des effets spéciaux que demande cette suite il laisse finalement la place de réalisateur à Tsui Hark, Chow supervisant le film comme scénariste et producteur.
Il revient en 2016 aux commandes de la comédie fantastique The Mermaid qui devient à l'époque le plus gros succès du box-office en Chine, puis en 2019 avec The New King of Comedy, une version féminine de King of Comedy de 1999, qu'il écrit, réalise et produit.

## Prises de positions politiques
En 2013, Stephen Chow a été élu membre du 11e Comité provincial du Guangdong de la Conférence Consultative Politique du Peuple Chinois (CCPPC).

## Filmographie

### Acteur

#### Cinéma
- 1988 : He Who Chases After the Wind
- 1988 : Final Justice
- 1988 : Faithfully Yours
- 1989 : Dragon Fight
- 1989 : Just Heroes
- 1989 : Thunder Cops 2
- 1990 : The Unmatchable Match
- 1990 : My Hero
- 1990 : When Fortune Smiles
- 1990 : Love Is Love
- 1990 : Look Out, Officer!
- 1990 : Lung Fung Restaurant
- 1990 : Triad Story
- 1990 : Curry and Pepper
- 1990 : Sleazy Dizzy
- 1990 : All for the Winner
- 1991 : Tricky Brains
- 1991 : Legend of the Dragon
- 1991 : Fight Back to School
- 1991 : The Magnificent Scoundrels
- 1991 : The Banquet
- 1991 : Crazy Safari
- 1991 : Les Dieux du jeu 2
- 1991 : Les Dieux du jeu 3 : Retour à Shanghai
- 1991 : Top Bet
- 1991 : Fist of Fury 1991
- 1992 : Fight Back to School 2
- 1992 : Un Couple explosif
- 1992 : Fist of Fury 1991 2
- 1992 : Royal Tramp
- 1992 : Royal Tramp 2
- 1992 : All's Well, Ends Well
- 1992 : King of Beggars
- 1993 : My Hero 2
- 1993 : Fight Back to School 3
- 1993 : Flirting Scholar
- 1993 : Le Moine fou
- 1994 : Love on Delivery
- 1994 : Hail the Judge
- 1994 : Bons Baisers de Pékin
- 1995 : Le Roi singe: 1re partie
- 1995 : Le Roi singe: 2e partie
- 1995 : Out of the Dark
- 1995 : Sixty Million Dollar Man
- 1996 : The God of Cookery
- 1996 : Forbidden City Cop
- 1997 : All's Well, Ends Well 1997
- 1997 : Lawyer Lawyer
- 1998 : The Lucky Guy
- 1999 : The Tricky Master
- 1999 : Jackie Chan à Hong Kong
- 1999 : King of Comedy
- 2001 : Shaolin Soccer
- 2004 : Crazy Kung-Fu
- 2008 : CJ7

#### Télévision
- 1982 : Wut lik sap jat
- 1983 : The Legend of the Condor Heroes
- 1983 : The Justice of Life
- 1983 : But dou san hung
- 1987 : Sung meng chi loi
- 1988 : Mo min kap sin fung
- 1989 : Final Combat

### Réalisateur
- 1993 : Flirting Scholar (co-réalisé avec Lee Lik-chi)
- 1994 : Bons Baisers de Pékin (co-réalisé avec Lee Lik-chi)
- 1996 : The God of Cookery (co-réalisé avec Lee Lik-chi)
- 1996 : Forbidden City Cop (co-réalisé avec Vincent Kok (en))
- 1999 : King of Comedy (co-réalisé avec Lee Lik-chi)
- 2001 : Shaolin Soccer
- 2004 : Crazy Kung-Fu
- 2008 : CJ7
- 2013 : Journey to the West: Conquering the Demons (co-réalisé avec Derek Kwok)
- 2016 : The Mermaid
- 2019 : The New King of Comedy

### Producteur
- 1996 : The God of Cookery
- 2004 : Crazy Kung-Fu
- 2008 : CJ7
- 2008 : Jump
- 2008 : Shaolin Girl (en)
- 2009 : Dragonball Evolution
- 2013 : Journey to the West: Conquering the Demons
- 2017 : Journey to the West: The Demons Strike Back
- 2019 : The New King of Comedy

## Distinctions

### Récompenses
- Hong Kong Film Critics Society Awards 1996 : meilleur acteur pour Le roi singe.
- Golden Bauhinia Awards 2002 : meilleur réalisateur pour Shaolin Soccer.
- Hong Kong Film Awards 2002 : meilleur film, meilleur réalisateur et meilleur acteur pour Shaolin Soccer.
- Blue Ribbon Awards 2003 : meilleur film étranger pour Shaolin Soccer.

### Nominations
- Hong Kong Film Awards 1991 : meilleur acteur pour All for the Winner.
- Hong Kong Film Awards 1992 : meilleur acteur pour Fight Back to School.
- Hong Kong Film Awards 1993 : meilleur acteur pour Un couple explosif.
- Hong Kong Film Awards 1995 : meilleur acteur pour Bons Baisers de Pékin.
- Hong Kong Film Awards 1996 : meilleur acteur pour Le roi singe.
- Hong Kong Film Awards 2002 : meilleur scénario (avec Tsang Kan-cheung) pour Shaolin Soccer.
- Hong Kong Film Awards 2005 : meilleur acteur, meilleur réalisateur et meilleur scénario (avec Tsang Kan-cheung, Xin Huo et Chan Man-keung) pour Crazy Kung-Fu.